# کاهوی مارچوبه
کاهوی مارچوبه (نام علمی: Lactuca sativa)، که کاهوی ساقه، کاهوی کرفس، کاهوی مارچوبه، کاهوی چینی، (ˈsɛlt. əs)، هم نامیده می‌شود، یک رقم کاهو است که به خاطر ساقه ضخیم آن کشت شده و به عنوان سبزی استفاده می‌شود. این کاهو بویژه در کشور چین معروف است و wosun ((به چینی: 笋، 笋))و یا woju ((به چینی: 苣، 苣)) نامیده می‌شود.
معمولاً ساقه را زمانی که طول آن حدود ۱۵ الی ۲۰ سانتیمتر و قطر ۳ الی ۴ سانتیمتر است می‌چینند. این کاهو حلقه حلقه، پرآب بوده و طعم ملایم دارد. آن را خرد کرده و سپس با مواد دیگر که طعم قوی دارند در روغن داغ تفت می‌دهند.